# Nicolò Fragile
Nicolò Fragile (Leonforte, 20 settembre 1966) è un pianista, compositore e arrangiatore italiano.